# Włodzimierz Julian Korab-Karpowicz
Włodzimierz Julian Korab-Karpowicz (ur. 24 października 1953 w Gliwicach) – polski filozof, historyk myśli politycznej, politolog, były wiceprezydent Gdańska.

## Życiorys

### Rodzina
Dziadek Włodzimierza Juliana Korab-Karpowicza, Jan Kazimierz Korab-Karpowicz, był w dwudziestoleciu międzywojennym sędzią Sądu Okręgowego w Białymstoku oraz prezesem oddziału Polskiego Towarzystwa Krajoznawczego. Po wojnie nie mógł już wykonywać swego zawodu. Karpowicze herbu Korab to polska rodzina szlachecka. Z uwagi na spotykające go po wojnie szykany, ojciec Zbigniew, studiujący wówczas na Politechnice Warszawskiej, skrócił szlachecko brzmiące nazwisko „Korab-Karpowicz” do formy „Karpowicz”, które w roku 1990 syn Włodzimierz przywrócił do oryginalnej formy. Jego matka, Danuta z Millerów, herbu Pomian, była córką Lucjana Millera, inżyniera chemika i oficera w stopniu kapitana, pracownika służby intendentury Ministerstwa Spraw Wojskowych oraz wykładowcy na przedwojennej Wyższej Szkole Intendentury w Warszawie. Wuj Wiesław Miller był członkiem Kedywu i zginął w powstaniu warszawskim. Ojcem chrzestnym matki był wiceadmirał Jerzy Świrski. Ma żonę Katarzynę oraz troje dzieci.

### Wykształcenie i działalność naukowa
Uczęszczał do Szkoły Podstawowej nr 35 w Gdańsku-Oliwie, a następnie do V Liceum Ogólnokształcącego im. Stefana Żeromskiego w Gdańsku-Oliwie i I Liceum Ogólnokształcącego im. Marii Skłodowskiej-Curie w Sopocie. W 1972 roku zdał egzamin maturalny.
Ukończył magisterskie studia inżynierskie z zakresu elektroniki na Politechnice Gdańskiej w 1977 roku. W roku 1978 rozpoczął studia filozoficzne na Katolickim Uniwersytecie Lubelskim, które z uwagi na stan wojenny i emigrację ukończył w 1987 na Katolickim Uniwersytecie Ameryki w Waszyngtonie. W 1999 roku doktoryzował się z filozofii na Uniwersytecie Oksfordzkim (tytuł pracy doktorskiej: The Presocratic Thinkers in the Thought of Martin Heidegger). W 2009 roku uzyskał tytuł Associate Professor. W 2014 uzyskał habilitację w zakresie filozofii na Uniwersytecie Adama Mickiewicza w Poznaniu. W 2019 zdobył stypendium naukowe Lady Davis Fellowship Trust na Uniwersytecie Hebrajskim w Jerozolimie.
Był inicjatorem i przewodniczącym Rady Programowej Pierwszego Kongresu Filozofii Polskiej, który odbył się w pałacu w Orli koło Koźmina Wielkopolskiego w dniach 24–25 września 2020 roku. Główną ideą Kongresu Filozofii Polskiej było „skupienie się na polskiej myśli filozoficznej, odkrycie jej odrębności na tle filozofii innych krajów oraz przyczynienie się do jej dalszego rozwoju”. Był też współorganizatorem Drugiego i Trzeciego Kongresu Filozofii Polskiej.
W plebiscycie Osobowość Roku 2020 zdobył pierwsze miejsce w województwie śląskim oraz pierwsze miejsce w Polsce zdobywając tytuł Osobowość Roku Polski 2020 w kategorii Nauka.
Specjalizuje się w filozofii politycznej i społecznej, historii filozofii, historii myśli politycznej i teorii stosunków międzynarodowych. Jest autorem wielu prac naukowych w tym artykułów w encyklopediach: The Internet Encyclopedia of Philosophy i The Stanford Encyclopedia of Philosophy. W publikacjach posługuje się pseudonimem autorskim W. Julian Korab-Karpowicz.

### Działalność społeczna i polityczna
W roku 1980 był jednym z założycieli Samorządu Studentów Katolickiego Uniwersytetu Lubelskiego. W latach 1980–1981 pełnił funkcję wiceprzewodniczącego Niezależnego Zrzeszenia Studentów na KUL-u i był delegatem na Pierwszy Ogólnokrajowy Zjazd NZS w Krakowie. Wybuch stanu wojennego zastał go w Monachium, gdzie działał w ramach niemieckiej Solidarności z Solidarnością (Solidarität mit Solidarność). Po wyjeździe do Kanady założył Zrzeszenie Studentów Polskich (Polish Students’ Association) na Uniwersytecie Brytyjskiej Kolumbii. Był też członkiem Towarzystwa Przyjaciół Solidarności (Friends of Solidarnosc Association) w Vancouver.
W latach 1990–1998 był członkiem Porozumienia Centrum. Bezskutecznie ubiegał się z listy tej partii o mandat poselski w wyborach parlamentarnych w 1993. W wyborach samorządowych w 2010 bez powodzenia startował (jako kandydat bezpartyjny) do Sejmiku Województwa Śląskiego z listy Prawa i Sprawiedliwości.
W wyborach prezydenckich w 2015 zadeklarował chęć startu pod szyldem komitetu Przyszła Polska. Zarejestrował komitet wyborczy, jednak nie złożył podpisów wymaganych do rejestracji kandydatury, udzielając poparcia Januszowi Korwin-Mikkemu. Po pierwszej turze wyborów zwrócił się z apelem do wyborców Pawła Kukiza i Janusza Korwin-Mikke oraz do swoich sympatyków o głosowanie na Andrzeja Dudę.
22 listopada 2019 ogłosił swój start w przedterminowych wyborach na prezydenta Gliwic jako kandydat Konfederacji Wolność i Niepodległość, jednak nie zebrano w terminie wymaganej liczby 3000 ważnych podpisów poparcia wyborców.
Od wielu lat regularnie publikuje artykuły w takich pismach jak Tygodnik Solidarność, Nasz Dziennik, Wprost, Rzeczpospolita, Do Rzeczy, a za granicą China Daily i The Jerusalem Post. W 2020 opublikował wiele artykułów, głównie w tygodniku Do Rzeczy, krytykujących politykę władz w sprawie pandemii COVID-19 i przekonujące, że groźba koronawirusa została znacznie zawyżona, a sama zaś pandemia nie jest istotnym zagrożeniem. Jego artykuł „Uczona niewiedza koronawirusa” opublikowany na portalu Do Rzeczy przeczytało ponad jeden milion trzysta tysięcy osób. Występuje też często w kanałach NTV i wRealu24.
4 sierpnia 2020 od inicjatywy monarchicznej Wojciecha Edwarda Leszczyńskiego przyjął tytuł prezydenta Najjaśniejszej Rzeczypospolitej Królestwa Polskiego in spe (oczekującym na urząd), co w prasie zostało błędnie określone zwrotem „ogłosił się” i co wyjaśnił jako „tradycyjną procedurą wyborczą”. Z powodu wyjazdu do Izraela jako profesor wizytujący na Uniwersytet Hebrajski w Jerozolimie został pozbawiony tytułu tzw. prezydenta in spe.
Pod koniec 2020 był on inicjatorem trzech słynnych apeli do władz RP, które podpisało ponad sześćdziesięciu profesorów, doktorów i lekarzy, w tym pięciu profesorów zwyczajnych nauk medycznych i które zostały zorganizowane przez Stowarzyszenie „Wolne Wybory”, którego jest założycielem i przewodniczącym. Apele zostały opublikowane w tygodniku Do Rzeczy. Są to Apel pierwszy: „W sprawie szczepień na koronawirusa SARS-CoV-2", który na portalu przeczytało prawie 700 tys. osób, Apel drugi: „O powstrzymanie szczepień na SARS-CoV-2 i powrót do normalności” oraz Apel trzeci: „O wolną debatę o COVID-19 i obronę Polski przed interesami koncernów medycznych”. Na Apel pierwszy odpowiedział Minister Zdrowia, na co sygnatariusze odpowiedzieli: „Walka z COVID-19 to problem interdyscyplinarny”.
W 2021 z jego inicjatywy, jako przewodniczącego ruchu Wolne Wybory, powstały też kolejne petycje i apele w sprawie pandemii, w tym „List otwarty – Trzy pytania naukowców i lekarzy do Ministra Zdrowia w sprawie bezpieczeństwa i skuteczności szczepień na SARS-CoV-2” oraz „List Otwarty do Kapłanów Kościoła Rzymskokatolickiego – O połączenie się ze społeczeństwem przeciw fałszywej pandemii i eksperymentalnym szczepieniom”.
25 czerwca 2022 na posiedzeniu Zespołu Parlamentarnego ds. Stosunków Międzynarodowych oraz Interesów Polski i Polonii, ogłosił wraz z posłem Grzegorzem Braunem, prof. Mirosławem Piotrowskim, prof. Stanisławem Bieleniem „Oświadczenie o pokój na Ukrainie”. Sygnatariusze stwierdzili w nim m.in. „Podstawowym czynnikiem, jaki stoi często u powodów wojen, jest strach. W tym wypadku jest to strach Rosji przed rozszerzeniem się NATO oraz strach państw sąsiednich przed potęgą Rosji”. A także „Innym z powodów obecnej wojny, o czym się mniej mówi, jest wprowadzenie zmian w ustawie językowej na Ukrainie, dyskryminujących językową mniejszość rosyjską. To doprowadziło do referendum na Krymie i do wojny w Donbasie. Obecna wojna jest więc też konsekwencją niewłaściwej polityki wewnętrznej".
W wyborach prezydenckich w 2025 został członkiem komitetu poparcia Artura Bartoszewicza.

### Działalność zawodowa
W latach 1978–1981 pracował jako inżynier elektronik w Katolickim Uniwersytecie Lubelskim. Za granicą pracował w Mueller & Sebastiani (Monachium), Council of Forest Industries (Vancouver) i CRG Marketing Corporation (Waszyngton).
Po powrocie do Polski założył Sopocką Szkołę Języka Polskiego (1990), Instytut Benjamina Franklina Przedsiębiorczości i Zarządzania, Sp. z o.o. (1991), Europejską Fundację Ochrony Zabytków (1993) oraz Policealne Studium Spraw Międzynarodowych (1995).
W latach 1991–1992 pełnił funkcję wiceprezydenta miasta Gdańska. W latach 1998–2000 pracował w Ministerstwie Spraw Zagranicznych jako I Sekretarz (ds. konsularnych) Ambasady RP w Oslo.
Od września 2000 roku wykłada na wydziałach filozofii i stosunków międzynarodowych: Uniwersytet Bilkent w Ankarze (2000–2009), Uniwersytet Kyung Hee w Seulu (2009–2010), Anglo-Amerykański Uniwersytet w Pradze (2009–2011), Uczelnia Łazarskiego w Warszawie (2013–2018) i Uniwersytet Opolski (2018 do emerytury w 2023). Obecnie jest emerytowanym profesorem Uniwersytetu Opolskiego, ale nadal jest aktywny i wiele publikuje. Profesor wizytujący na Libańskim Uniwersytecie Amerykańskim w Byblos (2011–2012), Uniwersytecie Meliksah w Kayseri (2013) i Uniwersytecie Hebrajskim w Jerozolimie (2021).

## Publikacje
Publikacje książkowe:
- Traktat polityczno-filozoficzny. O dobrym państwie, szczęśliwym społeczeństwie i ewolucji ludzkości. Universitas, 2022[50].
- Jak to działa? Filozofia, 2020[51].
- Harmonia społeczna. Biblioteka myśli współczesnej, 2017[52].
- Tractatus Politico-Philosophicus: New Directions for the Future Development of Humankind, 2017[53].
- The Presocractics in the Thought of Martin Heidegger, 2016[54].
- Tractatus Politico-Philosophicus: Traktat polityczno-filozoficzny, 2015[55].
- On the History of Political Philosophy: Great Political Thinkers from Thucydides to Locke, 2012.
- Love and Wisdom: Towards a New Philosophy of Life, 2011.
- Historia filozofii politycznej. Od Tukidydesa do Locke’a, 2010.
- A History of Political Philosophy. From Thucydides to Locke, 2010.

Wybrane artykuły:
- O duchowym przywództwie politycznym. Polityka duchowa jako droga dla rozwoju przyszłej Europy, Chrześcijaństwo-Świat-Polityka, nr. 26 2022[56]
- The Clash of Epochs: Traditional, Modern, Postmodern, and Evolutionity, Perpectives on Political Science, t. 48, 2019[57]
- Why a World State is Unnecessary. The Continuing Debate on World Government, Interpretation: A Journal of Political Philosophy, t. 44, nr. 3 2018[58]
- Nowa polityka. Wprowadzenie do ewolucyjności, Politeja, t. 48, 2017[59]
- An (Un)Awareness of What is Missing: Taking Issue with Habermas, Modern Age, t. 56, nr 1, 2014.*
- Habermas i (nie)świadomość tego, co zostało utracone, Przegląd Filozoficzny, t. 21, nr 2, 2012.
- Sociability versus Conflict: Grotius’s Critique of the Doctrine of Raison d’Etat, Archive of the History of Philosophy and Social Thought, t. 56, 2011.
- Ogólnoludzkie wartości i sprawiedliwość dla życia: Od Solidarności w Polsce do Solidarności Globalnej, Pressje, t. 25, 2011.
- Inclusive Values and the Righteousness of Life: The Foundation of Global Solidarity, Ethical Theory and Political Practice, t. 13, 2010.
- Political Realism in International Relations, The Stanford Encyclopedia of Philosophy, 2010.
- Szlachta jako wartość, Politeja, t. 12, 2009.
- Turkey under Challenge: Conflicting Ideas and Forces, Turkish Policy Quarterly, t. 7, 2008.
- Heidegger’s Hidden Path: From Philosophy to Politics, The Review of Metaphysics, t. 61, 2007.
- How International Relations Theorists Can Benefit by Reading Thucydides, The Monist, t. 89, 2006.
- In Defense of International Order: Grotius’s Critique of Machiavellism, The Review of Metaphysics, t. 60, 2006.
- Global Authority: Classical Arguments and new Issues, Theoria: Journal of Social and Political Theory, t. 106, 2005.
- Plato’s Political Philosophy. Internet Encyclopedia in Philosophy, 2003. [dostęp 2018-06-27]. (ang.).
- Rethinking Philosophy: A Reflection on Philosophy, Myth, and Science, in Philosophy Today, t. 46, 2002.
- Freedom from Hate: Solidarity and the Nonviolent Political Struggle in Poland, Journal of Human Values, t. 8, 2002.